# Bula Atumba
Bula Atumba és un municipi d'Angola que forma part de la província de Bengo. Té una superfície de 3.604 km² i una població de 16.047 habitants. Limita al nord amb el municipi de Quitexe, a l'est amb el de Banga, al sud amb el de Gonguembo i a l'oest amb els de Pango-Aluquém i Dembos.

## Subdivisions
Comprèn dues comunes:
- Bula (o Bula Atumba)
- Quiage